# Samhälle (sociologi)

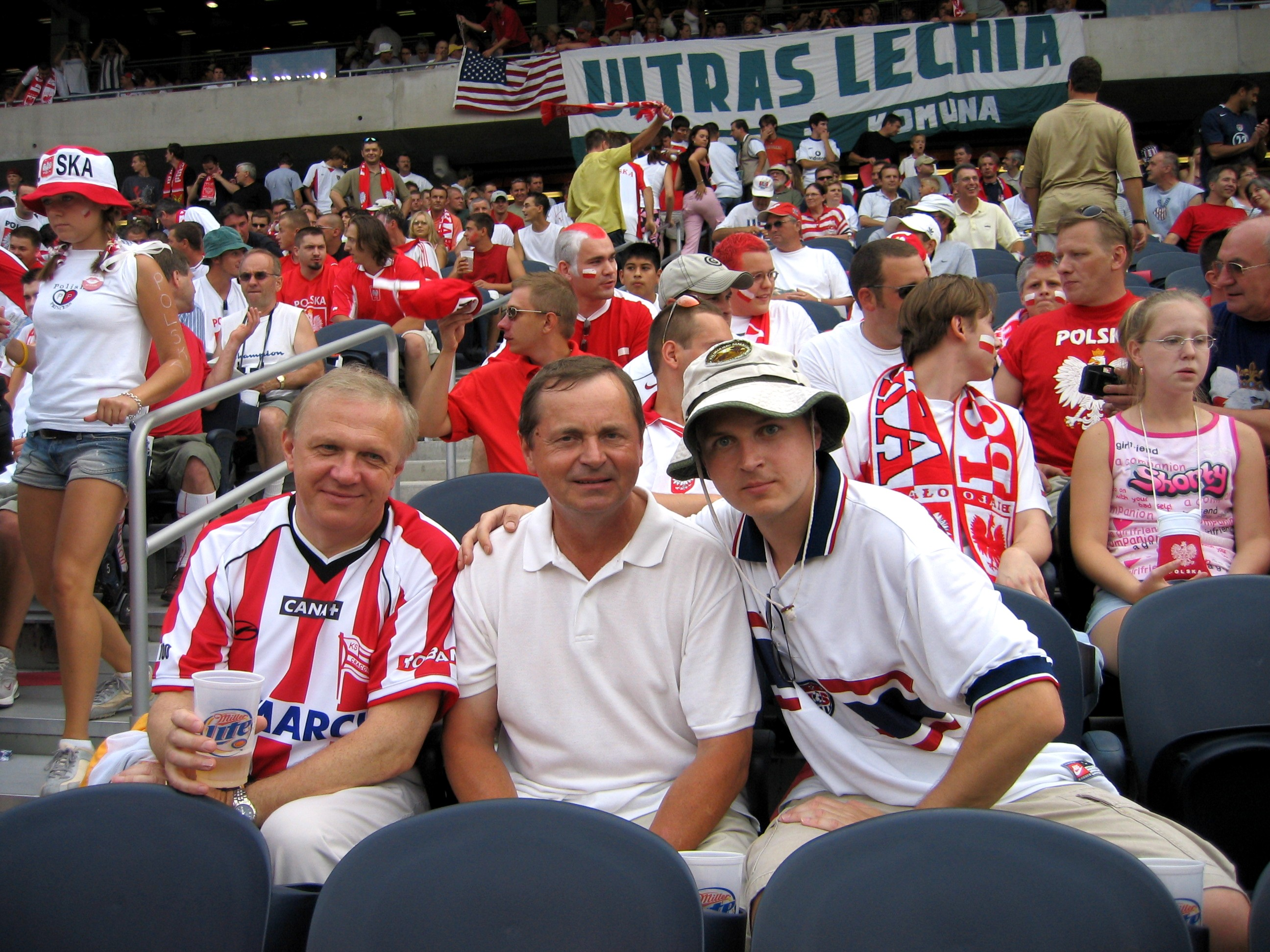
En fotbollspublik. Deltagarna vid fotbollsmatcher består typiskt sett av en mängd individer från samma samhälle.

Ett samhälle är en grupp av människor som förenas av ett nätverk av sociala relationer med viss varaktighet och kontinuitet. Ett samhälle är territoriellt avgränsat och individerna i samhället delar gemensamma institutioner samt, i högre eller lägre grad, en gemensam kultur och tradition. Ett samhälle överlever sina samhällsmedlemmar och reproducerar sig självt.Det kan också uttryckas som ett område.
Samhällen studeras inom samhällsvetenskapens olika ämnen. Särskilt sociologi intresserar sig för de strukturerade relationer som ett helt samhälle omfattar.

## Några definitioner
Den tyske sociologen Franz Oppenheimer analyserade nyckelbegreppen stat och samhälle i sitt klassiska verk The State. Oppenheimer definition av begreppen:
| ” | Med staten menar jag den summering av privilegier och dominerande positioner som skapas av extra-ekonomisk makt ... Med samhälle menar jag totaliteten av koncepten av alla rent naturliga relationer och institutioner människor emellan. | „ |

Den amerikanske georgisten Albert Jay Nock var en av Oppenheimers många amerikanska efterföljare.  Han spetsade till statsbegreppet i sitt verk Our enemy the State – och ställde därmed också samhällsbegreppet i en något annan dager:
| ” | Om vi tar staten var än vi hittar den, och tittar på dess historia vid en given tidpunkt, är det inte möjligt att skilja de aktiviteter som företas av dess grundare, administratörer och förmånstagare från de som företas av en professionell kriminell klass. | „ |

## Etymologi
Samhälle har utvecklats från sammanhällde eller samhälde, i sin tur från fornsvenskans samhäld. Det uppträder i svensk text 1703. Det svenska ordet samhälle härrör från det latinska societas, vilket betyder "sällskap" eller "förbund" och kommer från socius som betyder "följeslagare", "kamrat" eller "partner". Det latinska ordet är sannolikt relaterat till verbet sequor, "att följa", och kan från början ha betytt "följeslagare".
Flera av ordets betydelser har slutat användas. Av dem som är i bruk kan förutom grupper av personer som kan uppfattas som en enhet också nämnas områden med mer eller mindre tät bebyggelse, insektssamhällen och växtsamhällen.